# 2020년 두산 베어스 시즌
2020년 두산 베어스 시즌은 두산 베어스가 KBO 리그에 참가한 22번째 시즌이며, OB 베어스 시절까지 합하면 39번째 시즌이다. 김태형 감독이 팀을 이끈 6번째 시즌으로, 오재원이 주장이었으며, 부재 시 오재일이 임시 주장을 맡았다. 팀은 8팀 중 정규시즌 3위에 오르며 6년 연속으로 포스트시즌에 진출했다. 이후 준플레이오프에서 LG 트윈스를 2승 무패로 스윕하고, 플레이오프에서 kt 위즈를 3승 1패로 꺾었다. 그러나 한국시리즈에서 NC 다이노스에게 2승 4패로 져 통합 준우승을 기록했다.

## 개요

### 2020년
2020년에는 2~5위까지 최종 순위가 확실하게 결정되지 않았다. 그 속에는 두산 베어스도 끼어 있었는데 우선 두산 베어스는 5위였기 때문에 무조건 타경기 상관없이 키움 히어로즈를 이겨놓아야 한다. 일단 맞대결에서 이겨놓아도 최소 4위 확보로 2020년 KBO 포스트시즌 진출이 무조건 확정되는 순간이었기 때문이다. 거기에 운좋으면 같은 시간에 LG 트윈스가 SK 와이번스에게 패하면 두산 베어스는 4위가 아니라 3위까지 넘볼 수 있었다. 이유는 2015년 KBO 포스트시즌 이후부터는 5위는 무조건 탈락이 아닌 와일드카드 제도가 탄생했기 때문에 일단 4위는 1승을 준 상황에서 5위와 2경기를 다퉈야 한다. 5위의 경우는 무조건 2승을 해야 4위로 올라갈 수 있고, 우선 1승을 가진 4위는 최소 1승만 해도 무조건 4위 그대로 KBO 포스트시즌에 진출할 수 있는 유리한 고지에 있었다. 하지만 3위의 경우는 와일드카드 경기 없이 편하게 그대로 KBO 포스트시즌 경기를 곧바로 치를 수 있었다. 일단 1회말과 2회말에 두산 베어스는 최종전 경기에서 키움 히어로즈를 1점씩 따내면서 2:0으로 앞서갔지만 더 이상 추가득점을 내지 못하여 결국 이 점수가 유일한 점수가 되었다. 비록 불안한 경기를 했으나 이 2점을 9회초까지 끝까지 지킨 두산 베어스는 제일 먼저 경기를 끝냈고 이후 LG 트윈스가 최종전에서 2:3으로 패한 덕에 3위까지 올라갔다.

### 두산 베어스의 승리 및 3위 등극은 KT 위즈에게도 큰 효과
1. 그리고 이 영향은 KT 위즈에게도 최종전 경기 결과에서 최소 4위까지 떨어지지 않은 그나마 좋은 영향을 주었다. 이유는 KT 위즈는 일단 2위였으나 최종전까지 아직 확실하게 결정되지 않았다. 최종전 맞대결에서 승리하면 2위 확정이었지만 오히려 3:4로 패배한 상황이었기 때문에 그렇지 않았기 때문이다. 이런 경우 KT 위즈는 키움 히어로즈와 LG 트윈스의 최종전 경기를 지켜봐야 하는데 키움 히어로즈와 LG 트윈스가 모두 이기면 4위까지 곤두박질 치고, 한 팀만 이기면 3위로 떨어지기 때문이다. 다행히 두산 베어스가 키움 히어로즈만을 잡았기 때문에 KT 위즈는 최소 4위까지 곤두박질치는 일은 없었다.
2. 그리고 두산베어스의 4위가 아닌 3위로 올라가는 경우도 KT 위즈 입장에서는 큰 성과였다. 이유는 두산 베어스가 4위를 확보할 경우 두산 베어스는 최소 2020년 KBO 포스트시즌에서 와일드카드 경기까지 치르러야 하는 상황이었고, KT 위즈의 경우는 4위는 아니지만 3위까지 떨어져야 하는 상황이었다. 하지만, LG 트윈스가 SK 와이번스에게 2:3으로 패하여 두산베어스가 와일드카드 경기 전혀 없이 2020년 KBO 포스트시즌에 편하게 올라갔고, 아울러 KT 위즈도 3위가 아닌 2위를 그대로 지킬 수 있었기 때문이다.
3. 두산베어스가 최종전에서 이겨도 그 전에 KT 위즈가 먼저 1승을 가져갔기 때문에 KT 위즈가 최종전에서 비록 진다고 해도 두산베어스가 2위가 되고, KT 위즈가 순위에서 내려가는 일은 전혀 없기 때문이다.

#### 2020년 실제 결과
| 날짜             | 원정 팀       | 득점  | 홈 팀       | 장소       | 승점          | 결과             | 비고                                                                           |
| ---------------- | ------------- | ----- | ----------- | ---------- | ------------- | ---------------- | ------------------------------------------------------------------------------ |
| 2020년 10월 29일 | 키움 히어로즈 | 0 : 2 | 두산 베어스 | 잠실야구장 | 80승 4무 60패 | 두산 베어스 승리 | LG 트윈스의 패배로 3위까지 상승 키움 히어로즈는 이번 패배로 와일드카드를 치름. |
| 2020년 10월 29일 | LG 트윈스     | 2 : 3 | SK 와이번스 | 문학야구장 | 79승 4무 61패 | LG트윈스의 패배  | 최종전 패배로 4위로 가라앉았다.                                                |

## 코치
- 김원형, 이도형, 조인성, 조성환, 김민재, 강동우, 강석천, 고영민, 정재훈, 배영수

## 타이틀
- KBO 골든글러브: 알칸타라 (투수)
- 최동원 상: 알칸타라
- 일구상 최고투수상: 유희관
- 조아제약 프로야구대상 조아바이톤상: 유희관
- 조아제약 프로야구대상 기량발전상: 최원준
- 스포츠서울 올해의 성취상: 최원준
- 웰컴톱랭킹 투수 MVP: 알칸타라
- 웰컴톱랭킹 5월 타자 1위: 페르난데스
- 웰컴톱랭킹 10월 투수 1위: 알칸타라
- 플레이오프 MVP: 플렉센
- 준플레이오프 MVP: 오재원
- 올스타 선발: 김재환 (외야수 3위), 페르난데스 (지명타자)
- 안경현 선정 20세기 베어스 베스트: 박철순 (투수), 김태형 (포수), 김형석 (1루수), 김광수 (2루수), 김민호 (유격수), 양세종 (3루수), 김상호 (좌익수), 정수근 (중견수), 심정수 (우익수), 김우열 (지명타자)
- 김정준 선정 21세기 베어스 베스트: 니퍼트 (투수), 양의지 (포수), 우즈 (1루수), 안경현 (2루수), 김재호 (유격수), 김동주 (3루수), 김재환 (좌익수), 이종욱 (중견수), 민병헌 (우익수), 페르난데스 (지명타자)
- OSEN 선정 야구인 2세 베스트 라인업: 박세혁 (포수)
- 컴투스 프로야구 레전드 카드: 박철순
- 컴투스프로야구 주요 외국인선수 라인업: 페르난데스 (지명타자)
- 컴투스프로야구 선정 2020 주요 라인업: 알칸타라 (선발투수)
- 출장(타자): 페르난데스 (144)
- 타석: 페르난데스 (668)
- 실질타석: 페르난데스 (667)
- 타수: 페르난데스 (586)
- 안타: 페르난데스 (199)
- 3루타: 정수빈 (8)
- 볼넷: 김재환 (91)
- 완투: 알칸타라 (1)
- 다승: 알칸타라 (20)
- 선발승: 알칸타라 (20)
- 승률: 알칸타라 (0.909)
- WPA: 국해성 (8/15 KT전, 0.829)
- 멀티히트: 페르난데스 (62)
- 퀄리티 스타트: 알칸타라 (27)
- 포심 평균구속: 이동원 (153.6km/h)
- 번트안타 성공률: 오재일 (100%)

### 퓨처스리그
- 북부리그 타석: 오명진 (318)
- 북부리그 타수: 오명진 (277)
- 북부리그 볼넷: 오명진 (39)

## 선수단
- 선발투수: 알칸타라, 플렉센, 유희관, 박소준, 이용찬, 장원준
- 구원투수: 최원준, 박치국, 김민규, 이현승, 윤명준, 이승진, 김명신, 홍건희, 권휘, 채원후, 배창현, 이주엽, 이동원, 권혁, 이교훈, 문원, 김강률, 이형범
- 마무리투수: 이영하, 함덕주, 최세창, 조제영, 박신지
- 포수: 박세혁, 최용제, 이흥련, 장승현, 이승민, 정상호
- 1루수: 오재일, 신성현, 박지훈
- 2루수: 최주환, 이유찬, 서예일, 오재원, 오명진
- 유격수: 김재호, 류지혁
- 3루수: 허경민, 권민석
- 좌익수: 김재환, 김인태, 안권수
- 중견수: 정수빈
- 우익수: 박건우, 백동훈, 양찬열, 조수행, 국해성
- 지명타자: 페르난데스

## 특이 사항
- 이동원은 전반기 스트라이크 중 루킹 스트라이크 비율 100%로 2013년 이후 KBO 리그 단일 시즌 전반기 최고 기록을 세웠다.
- 페르난데스는 26개의 병살타를 쳐 역대 단일 시즌 최다 병살타를 기록했다.
- 알칸타라는 포심 구종가치 40.8로 2013년 이후 KBO 리그 역대 단일 시즌 최고 기록을 세웠다.
- 알칸타라는 퀄리티 스타트 27회, 퀄리티 스타트 달성률 87.1%로 2013년 이후 KBO 리그 역대 단일 시즌 최다, 최고 기록을 세웠다.
- 이동원은 포심 평균 153.6km/h로 2013년 이후 KBO 리그 역대 단일 시즌 최고 기록을 세웠다.
- 팀은 알칸타라의 선발 등판 경기에서 총 24승을 기록해 2013년 이후 역대 KBO 단일 시즌 특정 투수 선발 등판 경기 최다승을 달성했다.
- 알칸타라는 홈경기에 21번 선발 등판하여 KBO 리그 역대 단일 시즌 홈경기 최다 기록을 세웠다.
- 페르난데스는 인플레이 타구 534개로 KBO 리그 역대 단일 시즌 최다 기록을 세웠다.
- 오재일은 번트안타 성공률 100%를 달성했다.
- 알칸타라는 WAR 8.89로, 팀이 OB 베어스 시절을 제외하면 구단 사상 단일 시즌 최고 WAR 기록 보유자다.
- 페르난데스는 후반기 334타석 293타수를 소화하여 KBO 리그 역대 단일 시즌 후반기 최다 기록을 세웠다.

## 같이 보기
- 2021년 두산 베어스 시즌